# Pfullingen
Pfullingen ist eine deutsche Kleinstadt in Baden-Württemberg am Fuß der Schwäbischen Alb. Sie gehört zur Region Neckar-Alb und zur europäischen Metropolregion Stuttgart. Sie grenzt unmittelbar an den Südosten der Kreisstadt Reutlingen. Pfullingen ist mit einem Großteil seiner Gemarkung Teil des Biosphärengebiets Schwäbische Alb.

## Geografie

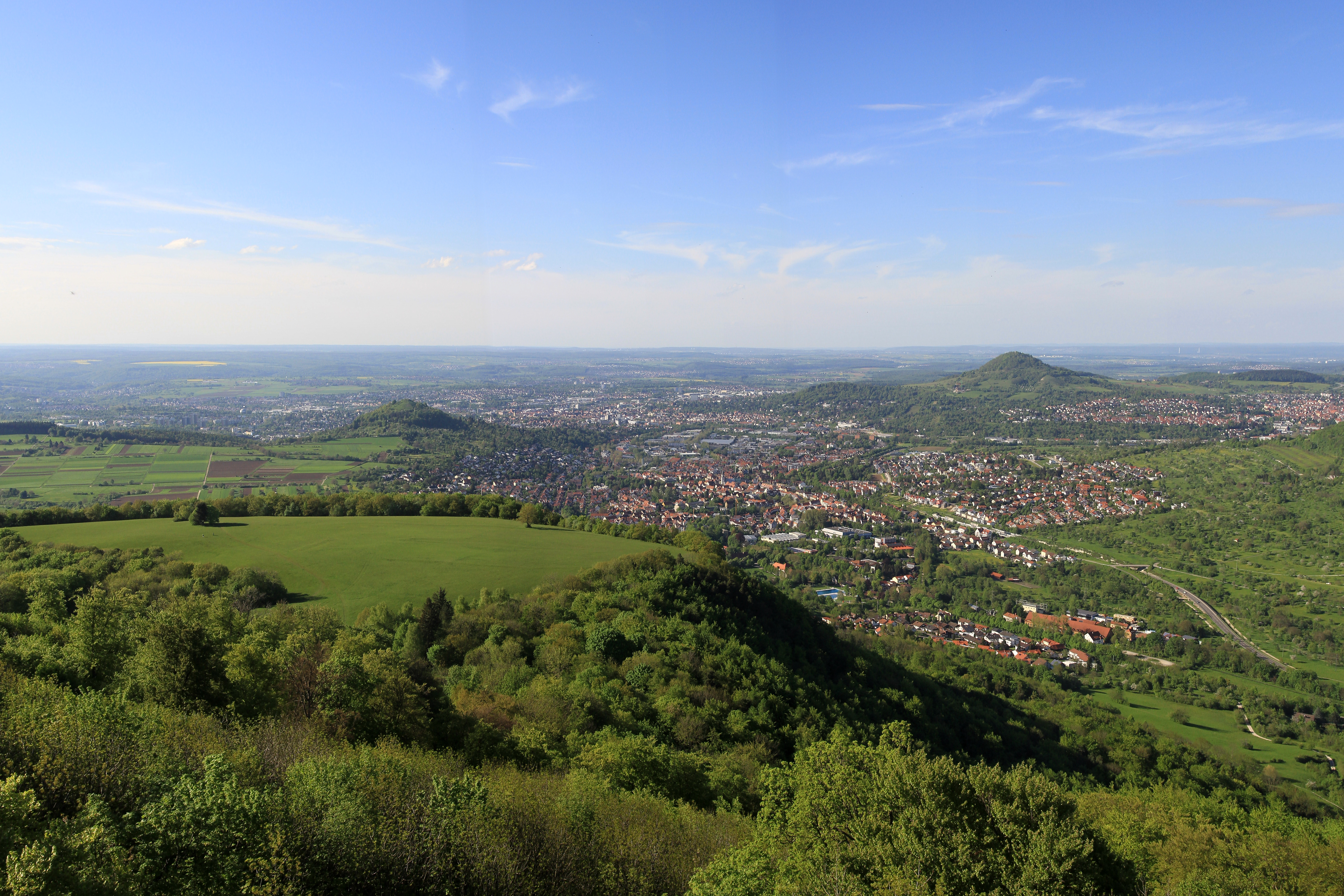
Blick von Süden auf Pfullingen vom Schönbergturm

### Lage
Pfullingen liegt am Fuß der Schwäbischen Alb im Tal der Echaz. Es ist umgeben von den beiden kegelförmigen Erhebungen Achalm und Georgenberg sowie einigen Bergen des Albtraufs wie dem Schönberg und dem Ursulaberg.

### Gemeindegliederung
Außer der gleichnamigen Kernstadt liegen keine weiteren Orte im Stadtgebiet.

### Nachbargemeinden
Folgende Städte und Gemeinden grenzen an die Stadt Pfullingen, sie werden im Uhrzeigersinn beginnend im Norden genannt und gehören zum Landkreis Reutlingen: Eningen unter Achalm, St. Johann, Lichtenstein, Sonnenbühl und Reutlingen.

### Schutzgebiete
Die Gemarkung Pfullingen liegt nahezu vollständig in verschiedenen Schutzgebieten. Die vier Naturschutzgebiete Hochwiesen-Pfullinger Berg, Echazaue, Kugelberg und Ursulahochberg liegen südlich der Stadt. Im Westen beginnt das Landschaftsschutzgebiet Reutlinger und Uracher Alb, zwischen Pfullingen und Reutlingen liegt das Landschaftsschutzgebiet Georgenberg. Die Stadt hat zudem Anteil an drei FFH-Gebieten, dem Albtrauf Pfullingen, dem Albvorland bei Mössingen und Reutlingen und dem Albtrauf zwischen Mössingen und Gönningen. Der Albtrauf um Pfullingen gehört zum Vogelschutzgebiet Mittlere Schwäbische Alb. Pfullingen liegt vollständig im Biosphärengebiet Schwäbische Alb, Kernzonen sind am Geilenbühl im Staufental sowie am Imenberg ausgewiesen.

## Geschichte

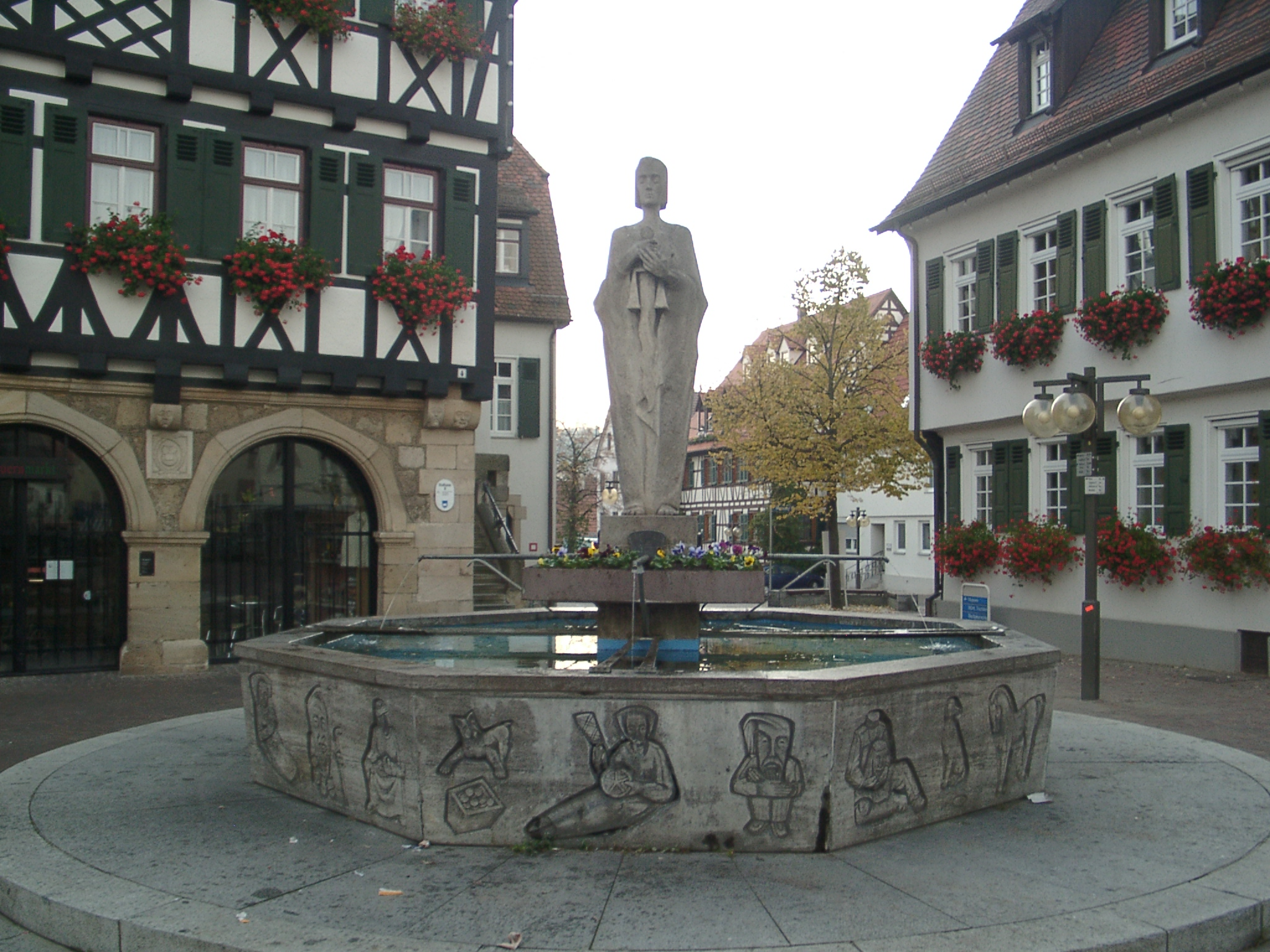
Pfullinger Marktbrunnen. An der Brunnenwand befinden sich stilisierte Abbildungen von Szenen der Pfullinger Sagen.

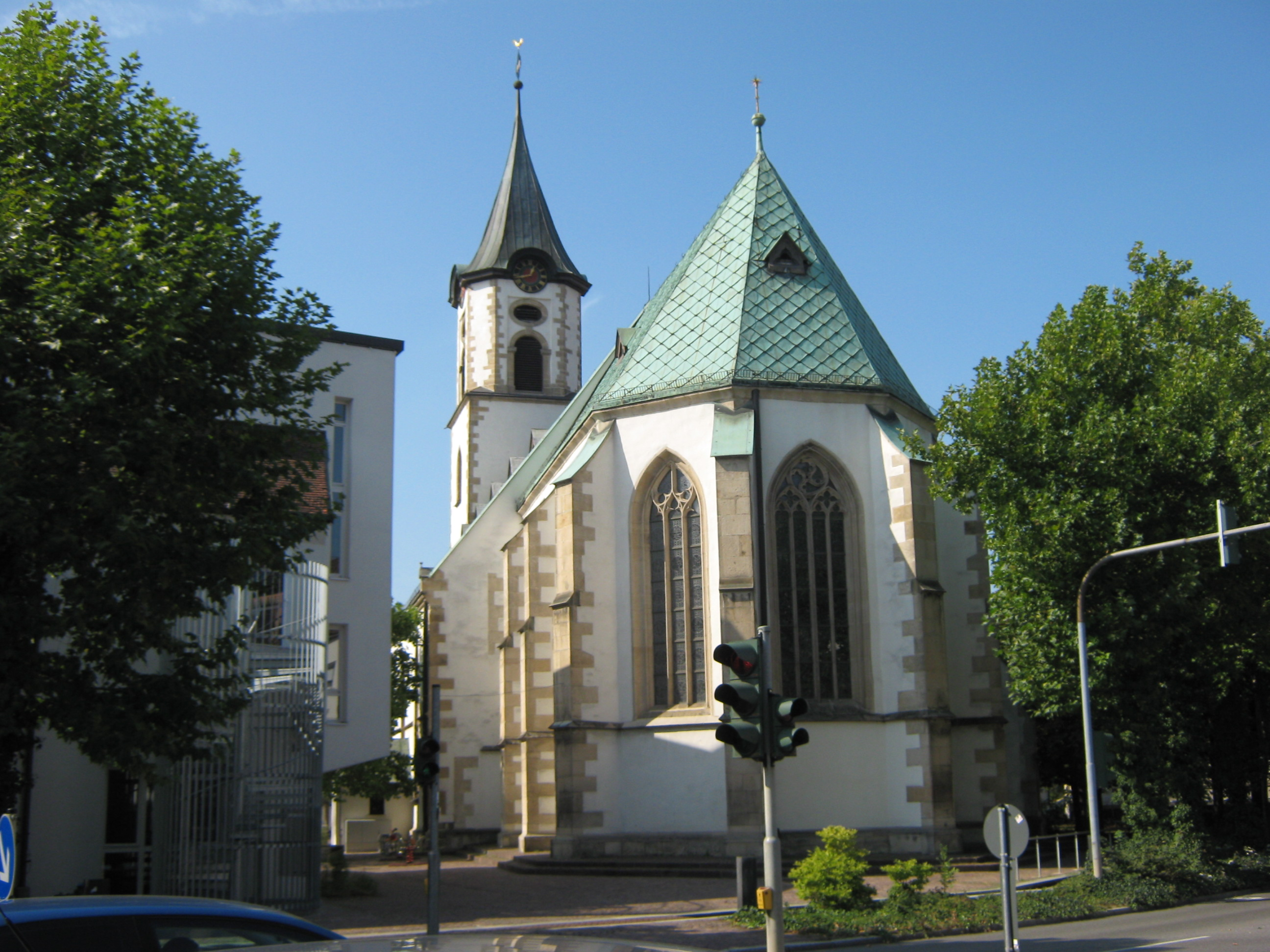
Die sich im Stadtzentrum befindende, seit der Reformation im 16. Jahrhundert evangelische Martinskirche, benannt nach dem „Heiligen Martin“, ist die „Urkirche“ des Pfullichgaus.

### Mittelalter
Archäologische Funde belegen, dass Pfullingen im frühen Mittelalter einige Bedeutung hatte. Die beiden großen alamannischen Gräberfelder im Bereich des Lindenplatzes und des Gewanns „Entensee“ gehen bis in die Mitte des 5. Jahrhunderts zurück. Auf ein hohes Alter der Stadt weist auch der Ortsname mit der Endung -ingen. Der älteste, in Holzbauweise errichtete Vorgängerbau der Pfullinger Martinskirche geht auf die erste Hälfte des 7. Jahrhunderts zurück.
In der Zeit der Stammesherzogtümer gehörte Pfullingen zum Herzogtum Schwaben. In einer Schenkungsurkunde König Ottos I. des Großen aus dem Jahre 937 wurde Pfullingen dann als Hauptort des "Phullichgouue" (Pfullichgaus) erstmals urkundlich erwähnt. Der Pfullichgau erstreckte sich über das gesamte Tal der Echaz.
Gegen Ende des 14. Jahrhunderts verlor Pfullingen infolge der Städtekriege sein Stadtrecht, nachdem der Ort von Reutlingen eingenommen und zerstört worden war.
Das Klarissenkloster in Pfullingen wurde im Jahr 1250 von den Fräulein Mechtild und Irmel gestiftet. Die Kaiser bedachten es mit Vorrechten und Freiheiten. Der Klosterhofmeister (von 1294 bis 1806 namentlich bezeugt) war zugleich Stabsbeamter, der auch die klostereigenen Orte Genkingen und Reicheneck verwaltete. Die Vogtei hatte Württemberg inne, unter dessen Schirmherrschaft das Kloster schon 1442 stand. In der Reformationszeit wurde das Kloster aufgelöst und zerfiel. 1793 wurden die Ruinen vollends abgetragen. Heute stehen nur noch der westliche Teil der Klosterkirche St. Cäcilia, das Sprechgitter-Gebäude und das Verwaltergebäude. Die letzte Klosterfrau Anna Reischin wurde 1590 evangelisch und starb 1595.
siehe auch Burg Pfullingen (Obere Burg), Schloss Pfullingen (Untere Burg, Rempenburg)

### Württembergische Zeit
1487 verkaufte der letzte Ortsadlige von Pfullingen, Caspar Remp, seine Höfe samt Schloss und allen Gütern an Graf Eberhard V. Damit kam der Ort vollständig an Württemberg. Mit den Dörfern Unter- und Oberhausen, Honau, Holzelfingen und Kleinengstingen bildete Pfullingen ein Unteramt und wurde somit Bestandteil des Uracher Amts. Der Keller zu Pfullingen war fürstlicher Amtmann und hatte die Niedere Gerichtsbarkeit inne.
Während des Dreißigjährigen Krieges war der Pfullingen von 1635 bis 1648 mit kurzen Unterbrechungen Verwaltungssitz der Pfandschaft Achalm und damit vorderösterreichisch. Der Ort wurde der Rekatholisierung unterzogen und bekam einen katholischen Pfarrer, das Kloster wurde durch Söflinger Klarissen besetzt. Der österreichische Verwalter hatte seinen Sitz im Schloss, das durch Attacken des Kommandanten der württembergischen Festung Hohentwiel, Konrad Widerholt, stark beschädigt wurde. Bei einem dieser Überfälle wurden der katholische Priester ermordet und Pfullingen geplündert. Mit dem Westfälischen Frieden kam Pfullingen an Württemberg zurück. Das Kloster wurde geräumt.
Im Jahr 1699 erhielt Pfullingen wiederum das Stadtrecht und wurde zu einem Klosteramt erhoben. Erst 1806 fiel das Klosteramt bei der Umsetzung der neuen Verwaltungsgliederung im Königreich Württemberg an das Oberamt Reutlingen. Im Jahre 1824 lebten in der Stadt Pfullingen 3.435 Einwohner.
Die Wasserkraft der Echaz begünstigte schon sehr früh die Industrialisierung. Bereits 1830 wurden 22 Wassertriebwerke gezählt. Die vormals vorherrschende Landwirtschaft ging stark zurück, den ebenfalls betriebenen Weinbau gibt es heute nicht mehr. 1907 folgte der Bau der Wasserleitung.
Am 2. Juni 1892 eröffneten die Königlich Württembergischen Staats-Eisenbahnen eine 11,03 Kilometer lange normalspurige Nebenbahn vom Reutlinger Hauptbahnhof über Pfullingen bis Honau.
Die Verwaltungsreform während der NS-Zeit in Württemberg führte 1938 zur Zugehörigkeit zum neuen Landkreis Reutlingen.

### Nachkriegszeit
Der Zweite Weltkrieg endete in Pfullingen mit dem Pfullinger Frauenaufstand, bei dem eine Gruppe Pfullinger Frauen die lokale Nazi-Kommandantur entmachtete und die Stadt kampflos an die französischen Streitkräfte übergab.
1945 wurde Pfullingen Teil der französischen Besatzungszone und erfuhr somit 1947 die Zuordnung zum neu gegründeten Land Württemberg-Hohenzollern, welches 1952 im Land Baden-Württemberg aufging.
Ab 1963 baute man das Wohngebiet Burgweg, 1966 folgte die Erschließung des Gewerbegebiets Steinge, von 1967 bis 1973 des Wohngebiets Ahlsberg und zwischen 1980 und 1986 des Wohngebiets Brühl/Kühnenbach. 1985 wurde Pfullingen Landessieger beim Wettbewerb Grün in der Stadt. 1988 folgte das Gewerbegebiet Sandwiesen und 2000 das Gewerbegebiet Schlayer. 1999 fanden in Pfullingen die Heimattage Baden-Württemberg statt. 2003 eröffnete man die Umgehungsstraße B312. 2012 wurde Pfullingen Fairtrade-Stadt.

## Religion

### Christentum
In Pfullingen existieren die folgenden christlichen Gemeinden und religiösen Vereine:
- Evangelische Kirchengemeinde Pfullingen (Magdalenenkirche, Martinskirche, Thomaskirche)
- Katholische Kirchengemeinde St. Wolfgang (St.-Wolfgangs-Kirche)
- Evangelisch-Methodistische Kirche Bezirk Pfullingen (Friedenskirche)
- Neuapostolische Kirche, Gemeinde Pfullingen (Gemeindezentrum in der Gottfried-Maier-Straße)
- Evangelische freie Gemeinde Pfullingen e. V. (Gemeindezentrum in der Marktstraße)
- Christliches Zentrum Pfullingen e. V.
- Die Apis Pfullingen – Evangelische Gemeinschaft e. V. (Gemeinschaftshaus in der Kaiserstraße)
- Evangelisches Jugend- und Familienwerk (CVJM) Pfullingen e. V. (Paul-Gerhard-Haus)

Die evangelische Kirchengemeinde, die katholische Kirchengemeinde, die evangelisch-methodistische Kirche, die griechisch-orthodoxe Kirche Reutlingen und die Neuapostolische Kirche bilden die Arbeitsgemeinschaft Christlicher Kirchen (ACK) in Pfullingen.

#### Historisch
Vom 13. bis ins 16. Jahrhundert existierte in Pfullingen das Kloster zur heiligen Cäcilia, von dem heute nur noch wenige Gebäude, darunter Teile der Klosterkirche, übrig sind. Anfang des 13. Jahrhunderts soll es in Pfullingen außerdem eine kleine Niederlassung der Franziskaner gegeben haben.
Von den 1960er Jahren bis 2004 befand sich im Gewand Strohweiler die evangelische Pauluskirche. Sie wurde 2005 abgerissen. Auf dem Georgenberg stand im Spätmittelalter die Georgskapelle (saniert 1486/87; spätestens im 16. Jahrhundert abgerissen), deren Namen der Berg bis heute trägt.
Weitere bekannte historische, aber heute in ihrem genauen Standort unbekannte Gotteshäuser waren die Antoniuskapelle in der Nähe des heutigen Lindenplatzes (erstmals erwähnt 1454), die Hilariuskapelle (möglicherweise in der Nähe der heutligen Leonhardstraße), die Marienkapelle am südlichen Ortsrand (erbaut 1512) und die St. Pantaleonskapelle an der Stadtgrenze zu Reutlingen (früheste Existenz 1395 belegt).

### Islam
In Reutlingen, direkt an der Gemarkungsgrenze zu Pfullingen, liegt die DİTİB Yunus-Emre-Moschee.

## Politik

### Gemeinderat
Der Gemeinderat besteht aus den gewählten ehrenamtlichen Gemeinderäten und dem Bürgermeister als Vorsitzendem. Der Bürgermeister ist im Gemeinderat stimmberechtigt. Der Gemeinderat in Pfullingen hat 22 Mitglieder.
Die Kommunalwahl am 9. Juni 2024 führte zu folgendem Ergebnis.
| Parteien und Wählergemeinschaften | Parteien und Wählergemeinschaften           | % 2024  | Sitze 2024 | % 2019 | Sitze 2019 | % 2014 | Sitze 2014 | Gemeinderatswahl 2024 %3020100 28,97 %24,54 %21,77 %12,51 %12,21 % UWVCDUFWVSPDGALGewinne und Verlusteim Vergleich zu 2019 %p 4 2 0 −2 −4 −6 −8+1,67 %p+3,14 %p+1,07 %p+0,21 %p−6,09 %pUWVCDUFWVSPDGAL |
| UWV                               | Unabhängige Wählervereinigung Pfullingen    | 28,97   | 6          | 27,3   | 6          | 27,6   | 6          | Gemeinderatswahl 2024 %3020100 28,97 %24,54 %21,77 %12,51 %12,21 % UWVCDUFWVSPDGALGewinne und Verlusteim Vergleich zu 2019 %p 4 2 0 −2 −4 −6 −8+1,67 %p+3,14 %p+1,07 %p+0,21 %p−6,09 %pUWVCDUFWVSPDGAL |
| CDU                               | Christlich Demokratische Union Deutschlands | 24,54   | 5          | 21,4   | 5          | 21,7   | 5          | Gemeinderatswahl 2024 %3020100 28,97 %24,54 %21,77 %12,51 %12,21 % UWVCDUFWVSPDGALGewinne und Verlusteim Vergleich zu 2019 %p 4 2 0 −2 −4 −6 −8+1,67 %p+3,14 %p+1,07 %p+0,21 %p−6,09 %pUWVCDUFWVSPDGAL |
| FW(BW)                            | Freie Wähler Vereinigung Pfullingen         | 21,77   | 5          | 20,7   | 4          | 25,9   | 5          | Gemeinderatswahl 2024 %3020100 28,97 %24,54 %21,77 %12,51 %12,21 % UWVCDUFWVSPDGALGewinne und Verlusteim Vergleich zu 2019 %p 4 2 0 −2 −4 −6 −8+1,67 %p+3,14 %p+1,07 %p+0,21 %p−6,09 %pUWVCDUFWVSPDGAL |
| SPD                               | Sozialdemokratische Partei Deutschlands     | 12,51   | 3          | 12,3   | 3          | 12,8   | 3          | Gemeinderatswahl 2024 %3020100 28,97 %24,54 %21,77 %12,51 %12,21 % UWVCDUFWVSPDGALGewinne und Verlusteim Vergleich zu 2019 %p 4 2 0 −2 −4 −6 −8+1,67 %p+3,14 %p+1,07 %p+0,21 %p−6,09 %pUWVCDUFWVSPDGAL |
| GAL                               | Grün-Alternative Liste Pfullingen           | 12,21   | 3          | 18,3   | 4          | 12,1   | 3          | Gemeinderatswahl 2024 %3020100 28,97 %24,54 %21,77 %12,51 %12,21 % UWVCDUFWVSPDGALGewinne und Verlusteim Vergleich zu 2019 %p 4 2 0 −2 −4 −6 −8+1,67 %p+3,14 %p+1,07 %p+0,21 %p−6,09 %pUWVCDUFWVSPDGAL |
| Gesamt                            | Gesamt                                      | 100     | 22         | 100    | 22         | 100    | 22         | Gemeinderatswahl 2024 %3020100 28,97 %24,54 %21,77 %12,51 %12,21 % UWVCDUFWVSPDGALGewinne und Verlusteim Vergleich zu 2019 %p 4 2 0 −2 −4 −6 −8+1,67 %p+3,14 %p+1,07 %p+0,21 %p−6,09 %pUWVCDUFWVSPDGAL |
| Wahlbeteiligung                   | Wahlbeteiligung                             | 57,04 % | 57,04 %    | 55,0 % | 55,0 %     |        |            | Gemeinderatswahl 2024 %3020100 28,97 %24,54 %21,77 %12,51 %12,21 % UWVCDUFWVSPDGALGewinne und Verlusteim Vergleich zu 2019 %p 4 2 0 −2 −4 −6 −8+1,67 %p+3,14 %p+1,07 %p+0,21 %p−6,09 %pUWVCDUFWVSPDGAL |

### Bürgermeister
Der Bürgermeister wird in Pfullingen seit 1822 durch die Bürgerschaft gewählt. Zuvor lenkte ein Magistrat, bestehend aus Gericht und Rat, die Geschicke der Stadt. Die Amtszeit des Bürgermeisters beträgt heute acht Jahre. Am 24. April 1945 wurde Pfullingen durch die französische Militärregierung nach Reutlingen eingemeindet. Der amtierende Bürgermeister Johannes Broß fungierte ab diesem Zeitpunkt nur noch als Reutlinger Stadtamtmann und "Leiter der Außenstelle Pfullingen". Zum 1. April 1946 übernahm der vormalige Stadtpfleger Gustav Fischer das Amt. Nachdem Pfullingen seine Selbstständigkeit am 1. November 1948 zurückerlangte, wurde Fischer Bürgermeister. 1962 wählten die Pfullinger Kurt App zu ihrem Bürgermeister. App war in Pfullingen bereits Sekretär des Bürgermeisters, Stadtamtmann und Hauptamtsleiter gewesen. Am 24. Oktober 1982 wurde der vormalige Münsinger Amtmann Rudolf Heß zum Bürgermeister von Pfullingen gewählt und 1990, 1998 und 2006 wiedergewählt.

#### Michael Schrenk (2015–2020)
Bei der Bürgermeisterwahl am 19. Oktober 2014 trat Heß nach 32 Jahren Dienstzeit nicht mehr an. Folgende Bewerber waren zur Wahl zugelassen (in der Reihenfolge auf dem Stimmzettel):
- René Schultz aus Pfullingen, Bäckermeister.
- Sabine Lauffer aus Baden-Baden, Wirtschaftswissenschaftlerin.
- Karin Bauer aus Schorndorf, Amtsleiterin in Schorndorf, Dipl.-Verwaltungswirtin (FH).
- Michael Schrenk, aus Herbertingen, Bürgermeister von Herbertingen, Dipl.-Verwaltungswirt (FH).
- Horst Raichle aus Reutlingen, Arzt.

Sabine Lauffer und Karin Bauer hatten zwar ihre Kandidatur zurückgezogen, taten dies aber nicht form- bzw. fristgerecht. Lauffer stieg daraufhin wieder in den Wahlkampf ein. Wenige Tage vor der Wahl zog auch Schultz seine Kandidatur zurück. Michael Schrenk gewann die Wahl mit 64,17 % der gültigen Stimmen, gefolgt von Lauffer (20,83 %), Bauer (6,87 %), Schultz (1,89 %) und Raichle (1,07 %). Die Wahlbeteiligung lag bei knapp 42 %. Schrenk nahm die Wahl an und trat das Amt am 13. Januar 2015 an.
Die Amtszeit Schrenks war geprägt von Konflikten zwischen Bürgermeister und Gemeinderat, aber auch zwischen Bürgermeister und Bürgerschaft. Am 12. Januar 2021 gaben Landrat Thomas Reumann und die Kommunalaufsicht des Landratsamtes Reutlingen in einer Pressekonferenz bekannt, dass Michael Schrenk aus gesundheitlichen Gründen zum 31. Dezember 2020 in den vorzeitigen Ruhestand versetzt worden sei.

#### Stefan Wörner (seit 2021)
Der Gemeinderat legte den Termin für die Wahl auf den 25. April fest. Folgende Bewerber waren zur Wahl zugelassen (in der Reihenfolge auf dem Stimmzettel):
- Martin Fink (* 1962), UWV, aus Pfullingen, Dipl.-Betriebswirt (BA).
- Timo Plankenhorn (* 1996), CDU, aus Pfullingen, Persönlicher Referent des Oberbürgermeisters und stv. Hauptamtsleiter in Sindelfingen.
- Sven Bohnert (* 1969), SPD, aus Baden-Baden, Rechtsanwalt.
- Detlev Gottaut (* 1957), parteilos, aus Pfullingen, Unternehmer.
- Stefan Wörner (* 1969), parteilos, aus Römerstein, Verwaltungsbürgermeister in Kirchheim unter Teck.
- Samuel Speitelsbach (* 1986), parteilos, aus Ravenstein, Dipl.-Ing. (Uni) Technologiemanagement.

Fink hatte als Stellvertretender Bürgermeister bereits seit dem Beginn von Michael Schrenks Erkrankung die Amtsgeschäfte geführt. In der ersten Wahl erreichte keiner der Kandidaten die erforderliche absolute Mehrheit der Stimmen. Deutlich vorne lag Wörner mit rund 40,5 %. Es folgten Fink (27,3 %), Bohnert (15,7 %), Plankenhorn (15,3 %), Gottaut (1,1 %) und Speitelsbach (0,05 %). Die Wahlbeteiligung betrug rund 54 %. Noch am Abend erklärte Gottaut, dass er bei der notwendigen Neuwahl nicht wieder antreten werde; Bohnert und Plankenhorn folgten ihm am nächsten Tag.
Bei der Neuwahl am 16. Mai 2021 lag die Wahlbeteiligung bei rund 49 %. 0,1 % der gültigen Stimmen gingen an Speitelsbach, 28,8 % an Fink und 70,5 % an Stefan Wörner, der damit zum neuen Bürgermeister der Stadt Pfullingen gewählt wurde. Er kündigte an, die Amtsgeschäfte zum 1. August 2021 zu übernehmen. In einer öffentlichen Gemeinderatssitzung am 29. Juli 2021 in den Pfullinger Hallen fand die Amtseinsetzung und Verpflichtung Stefan Wörners statt.

#### Bisherige Amtsinhaber
| - 1822–1844: Johann Friedrich Kurtz, Stadtschultheiß (Wegen politischer Unruhen zurückgetreten.) - 1844–1860: Karl Friedrich Esenwein, Stadtschultheiß (Aus gesundheitlichen Gründen zurückgetreten.) - 1860–1868: Theodor Arnold, Stadtschultheiß - 1868–1898: Martin Schwille, Stadtschultheiß - 1898–1900: Heinrich Haas, Stadtschultheiß (Aus gesundheitlichen Gründen zurückgetreten.) - 1900–1926: Karl Lämmle, Stadtschultheiß | - 1926–1945: Johannes Broß, Stadtschultheiß (ab 1930: Amtsbezeichnung Bürgermeister.) - 1948–1962: Gustav Fischer, Bürgermeister - 1962–1982: Kurt App, Bürgermeister - 1982–2015: Rudolf Heß, Bürgermeister - 2015–2020: Michael Schrenk, Bürgermeister (Aus gesundheitlichen Gründen in den vorzeitigen Ruhestand versetzt.) - Seit 2021: Stefan Wörner, Bürgermeister |

### Wappen und Flagge
Blasonierung: „In Blau unter einer liegenden schwarzen Hirschstange ein silbernes Kissen mit goldenen Quasten an den vier Zipfeln und rotem Vorstoß.“
Pfullingen führte seit Beginn des 15. Jahrhunderts ein im Abdruck erstmals 1501 überliefertes Siegel, das unter der Württemberger Hirschstange den für den Ortsnamen redenden „Pfulben“ (= Pfühl, Kissen) zeigt; heute erklärt man ihn mit dem Sonderrecht eines Federmarkts. Um 1600 ist mehrfach als Feldfarbe Rot bezeugt, wenig später die Setzung der Hirschstange in ein Schildhaupt. Die Verleihung der Stadtrechte erfolgte erst 1699. Nach der später belegten Feldfarbe Blau und mit Weglassung des goldenen Schildhaupts legte man die heutige Gestaltung des Wappens 1934 fest. Der Hintergrund des Wappens ist blau, die Farbe der Herren von Lichtenstein und der Rempen.
Die Stadtflagge ist Blau-Weiß-Rot.

### Städtepartnerschaften
Seit 1985 besteht eine offizielle Städtepartnerschaft mit der ca. 11.000 Einwohner zählenden französischen Gemeinde Passy. Die sehr auf den Tourismus ausgerichtete Gemeinde liegt ca. 53 Kilometer südöstlich von Genf im Département Haute-Savoie mit Blick auf den Mont Blanc. Seit 1973 kam es zu regelmäßigen Begegnungen zwischen dem Friedrich-Schiller-Gymnasium in Pfullingen und dem Lycée de Mont-Blanc in Passy. Dies erweiterte sich auf Begegnungen zwischen Vereinen beider Städte und endete 1985 schließlich in einer offiziellen Städtepartnerschaft, die 2010 ihr 25-jähriges Bestehen feierte.
Seit 2012 besteht auch mit der sächsischen Gemeinde Lichtenstein eine Städtepartnerschaft. Sie wurde am 29. September 2012 im Rahmen einer Partnerschaftsfeier, zu der auch einige Pfullinger Vereine anreisten, in Lichtenstein unterzeichnet.
Außerdem werden seit Jahren freundschaftliche Beziehungen zur Gemeinde Großbreitenbach in Thüringen gepflegt.

## Kultur und Sehenswürdigkeiten

### Bauwerke
- Das Schloss Pfullingen wurde 1561–1565 als Landschloss anstelle einer Burg errichtet. Von der ehemaligen Vierflügelanlage ist nur noch der südliche Teil erhalten und dient kommunalen Zwecken.

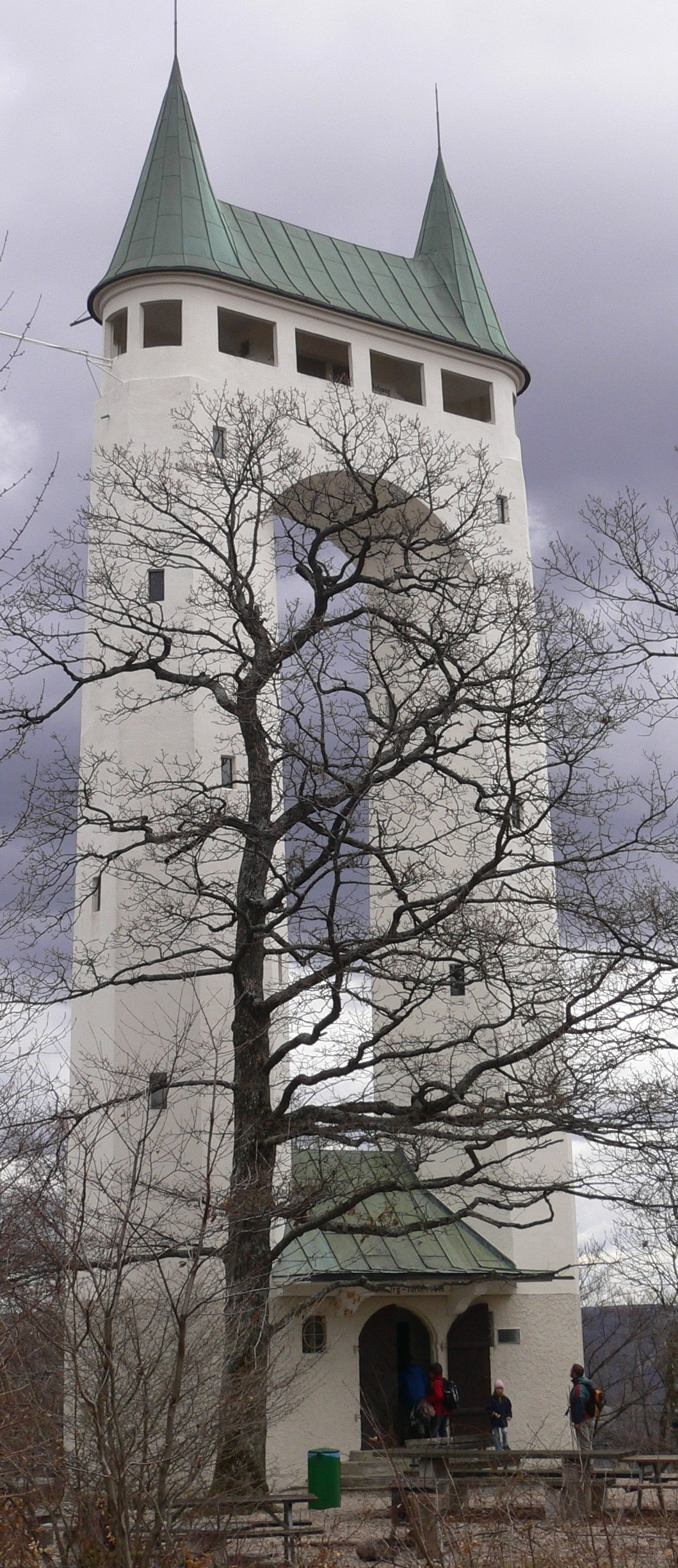
Schönbergturm

- Der Schönbergturm (793 m ü. NN), im Volksmund auch „Pfullenger Onderhos“ (Pfullinger Unterhose) genannt, bildet ein im Südwesten gelegenes, weithin sichtbares Wahrzeichen der Stadt und wurde 1906 fertiggestellt. Der umgangssprachliche Name des Schönbergturms Pfullinger Unterhos wurde mit der größten Unterhose der Welt Realität: Zum 100. Geburtstag wurde der Schönbergturm am 2. Juli 2006 mit einer echten Unterhose aus Stoff bekleidet, aus dem nach dem „Hos ra“ (Hose runter) vier Wochen später am 29. Juli 2006 Handtaschen hergestellt wurden. Die Organisatoren hatten sich einen Eintrag ins Guinnessbuch der Rekorde mit der größten Unterhose der Welt erhofft, der jedoch abgelehnt wurde.

- Das Pfullinger Schlössle ist ein um 1450 gebautes Fachwerkgebäude.

- Kirchen in Pfullingen sind die Klosterkirche des ehemaligen Klarissenklosters (13. Jahrhundert bis zur Reformation) sowie die Martinskirche im spätgotischen Stil, die teilweise von 1463 erhalten ist.

- Die von dem Architekten Theodor Fischer entworfenen Pfullinger Hallen mit großflächigen Jugendstilmalereien wurden am 24. Oktober 1907 von Louis Laiblin der Stadt gestiftet. An ihrer Ausgestaltung waren neben Adolf Hölzel auch Ulrich Nitschke u. a. beteiligt.[28]

- In der 1799 errichteten Baumannschen Mühle befindet sich seit 1988 das Trachten- und Mühlenmuseum.

- Das Erdhügelhaus an der Landstraße Richtung Gönningen wurde 1995 von der Landschaftsgärtnerei Hofmann GmbH & Co. erbaut. Seit 2005 befindet sich in dem Gebäude ein Tierschutzzentrum des Bundes gegen Missbrauch der Tiere e. V.

Einen Überblick über die Kulturdenkmale in Pfullingen gibt diese Liste.

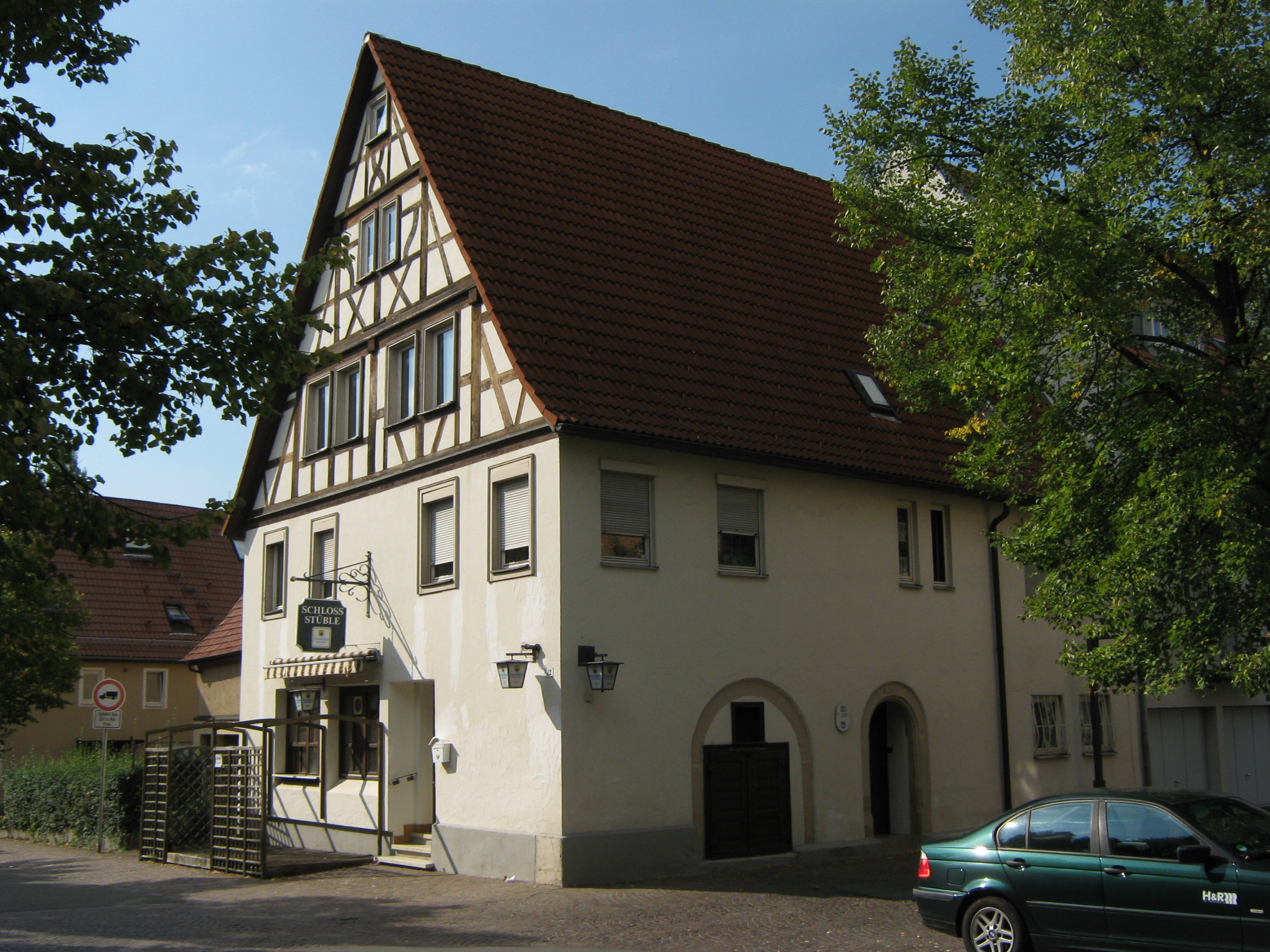
Jägerhaus von 1696
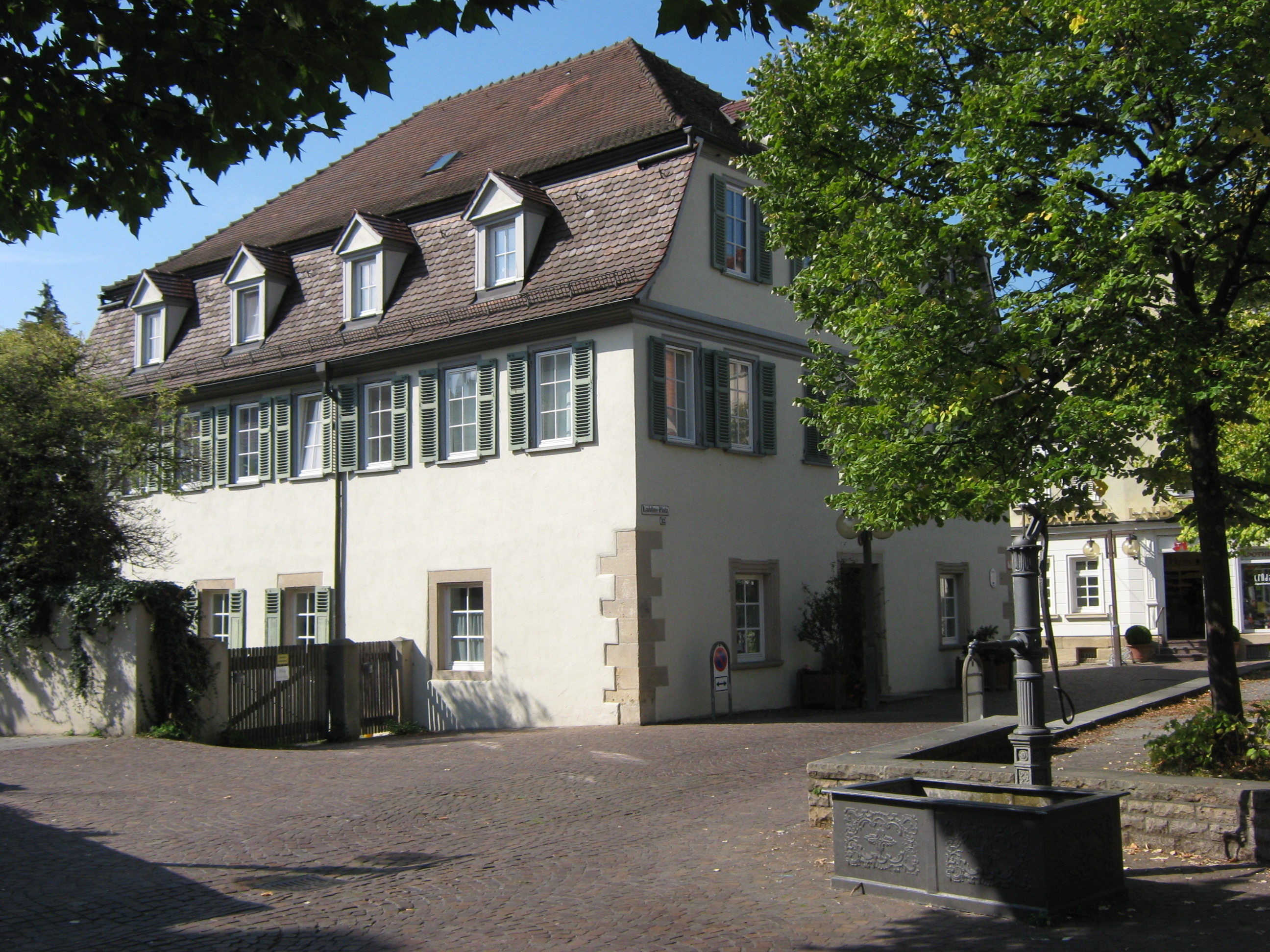
Pfarrhaus II
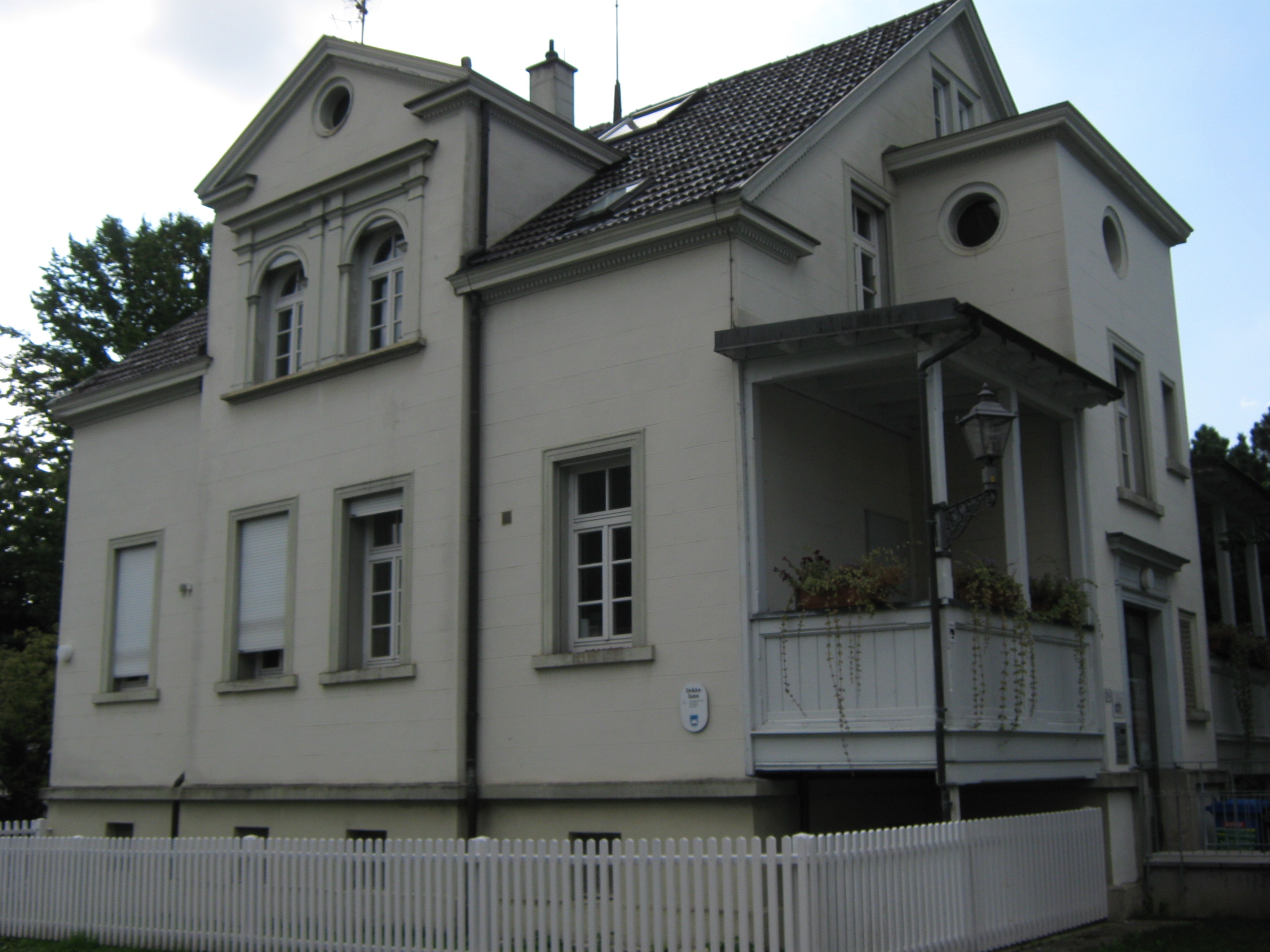
Doktorhaus
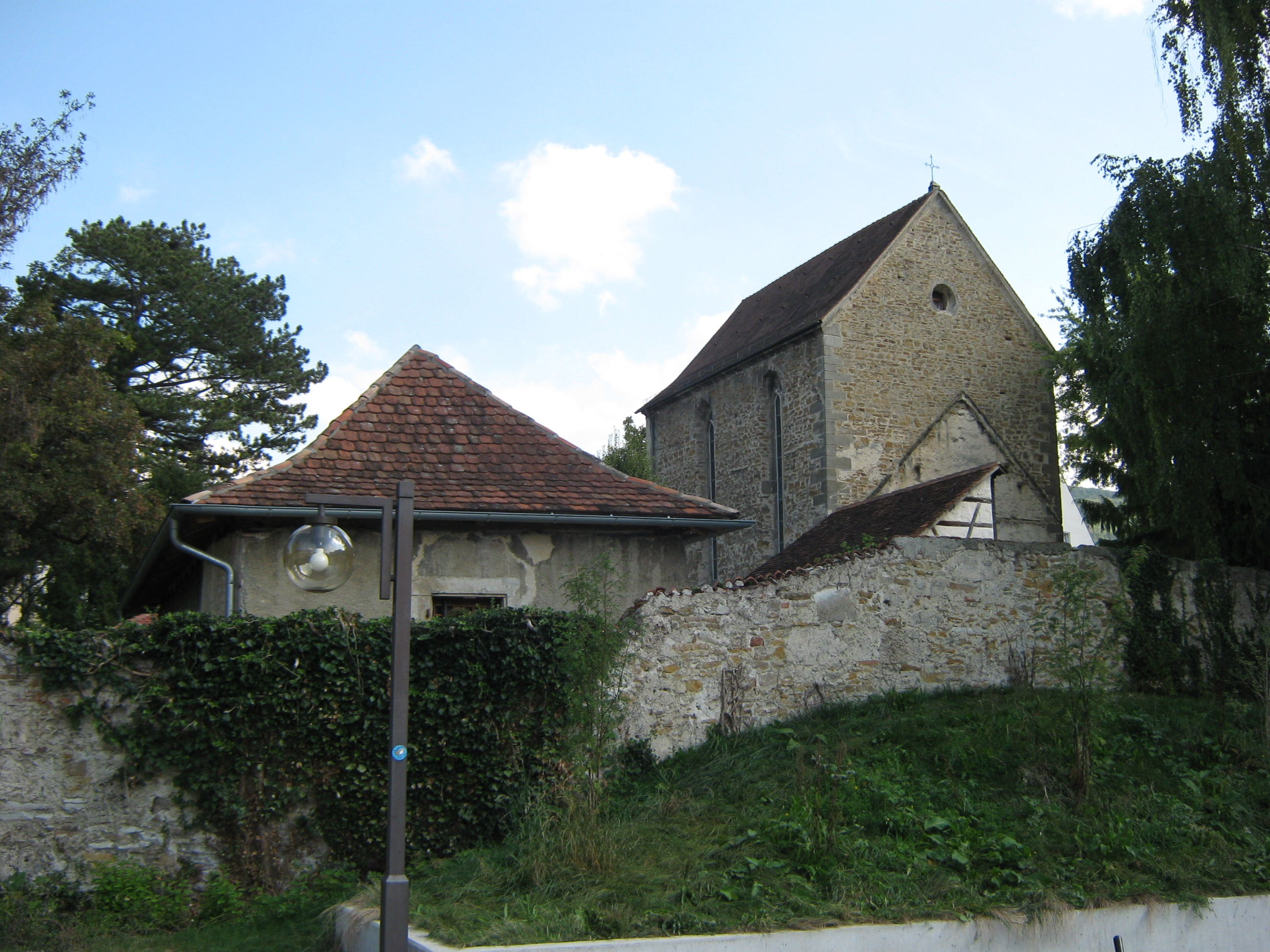
Klostermauer mit Kirchenschiff
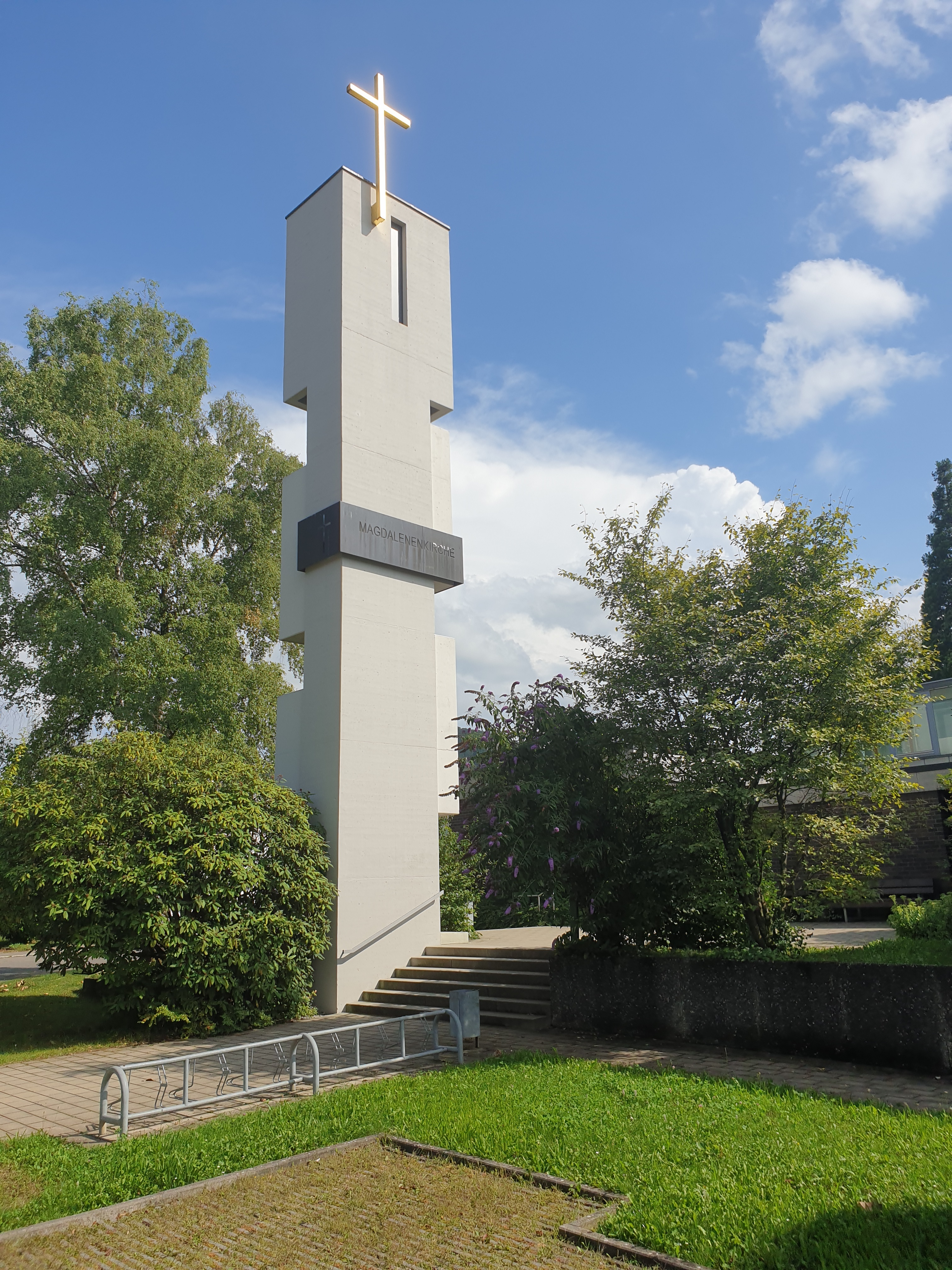
Magdalenenkirche
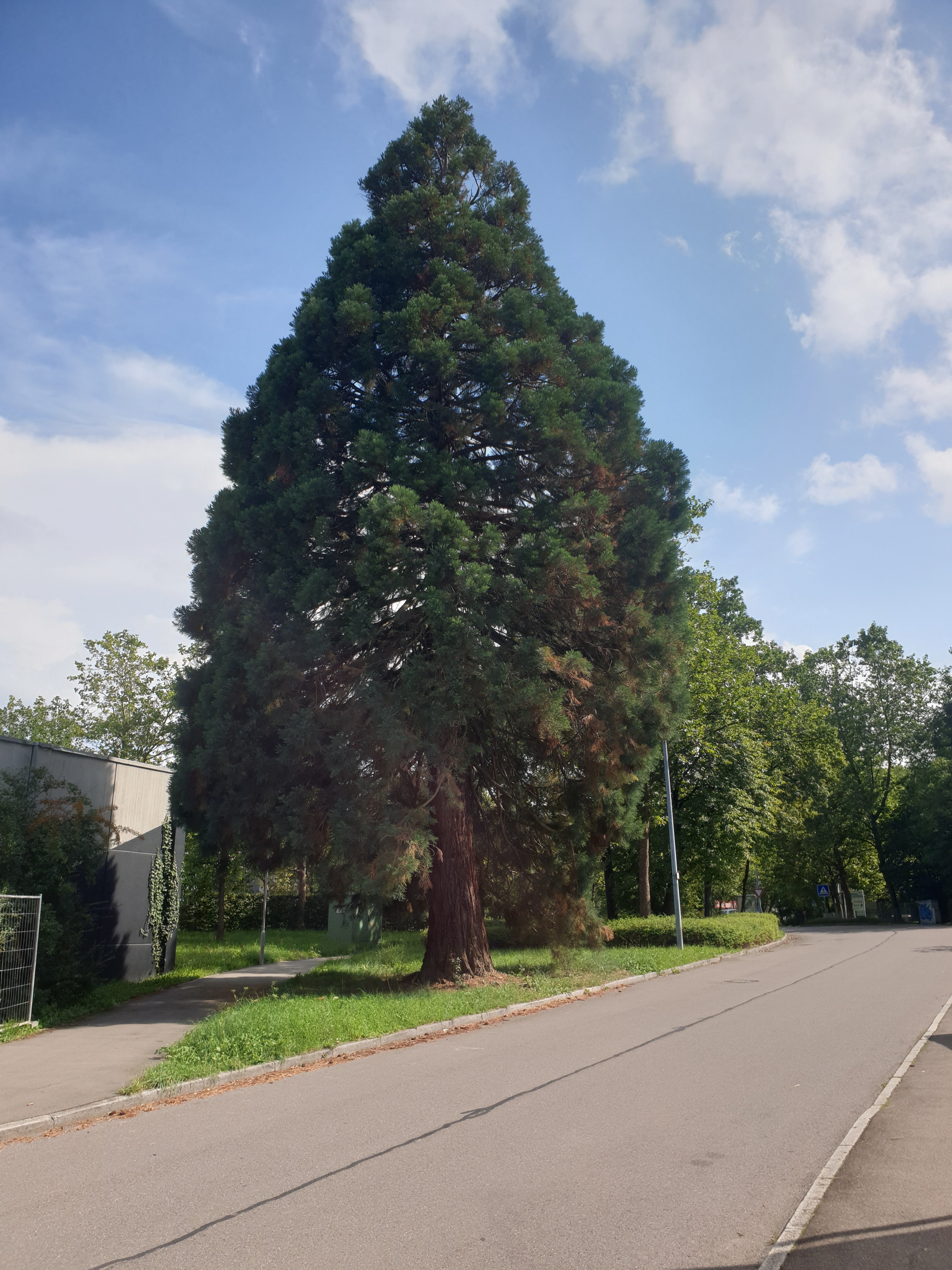
Naturdenkmal Wellingtonie
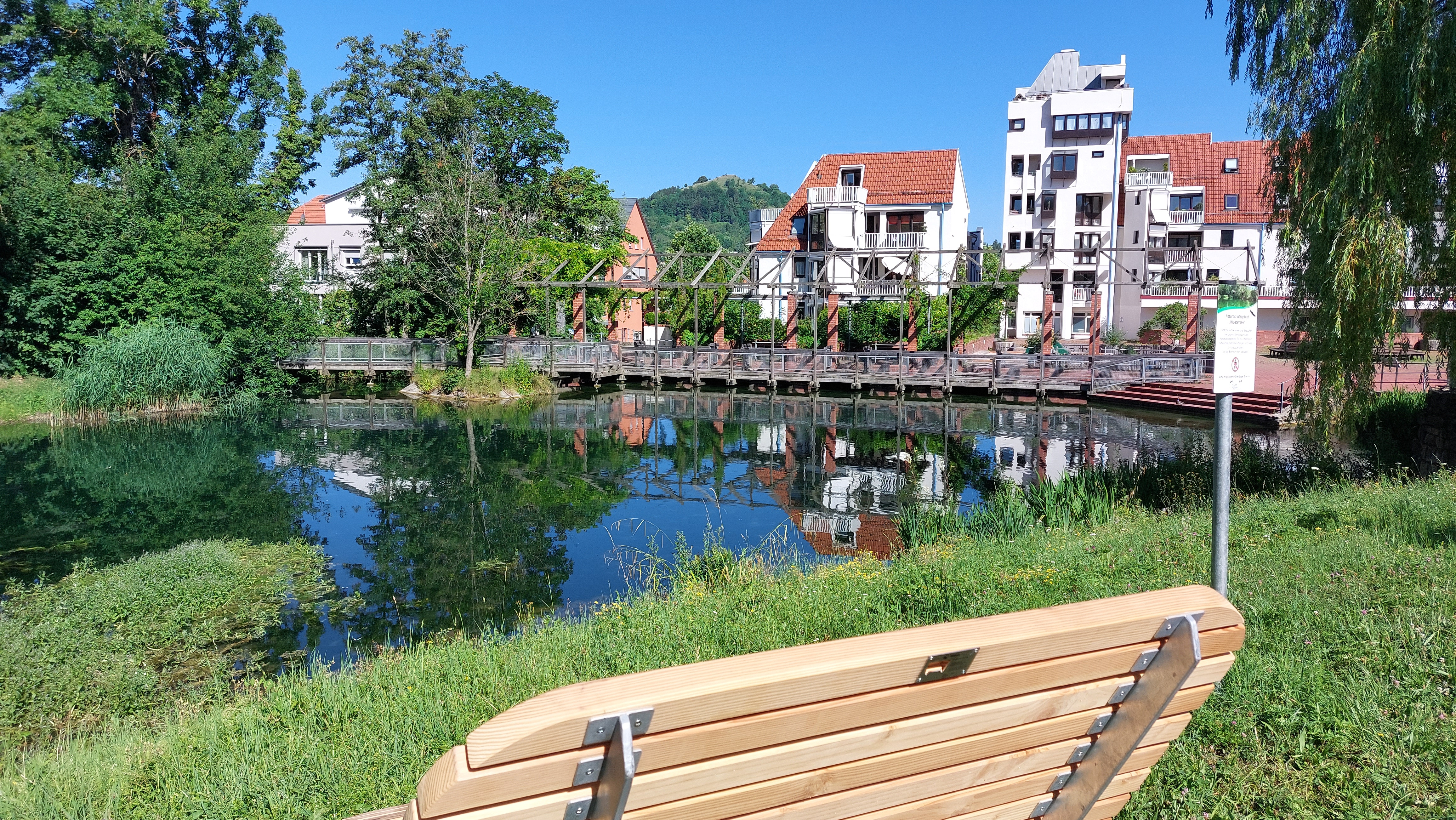
Klostersee

### Parks und Grünanlagen
- Hochzeitswiese
- Klostergarten
- Klosterseeanlage
- Parkanlage der Villa Laiblin
- Schlösslespark
- Stadtgarten

### Landschaft und Natur
Pfullingen verfügt auf seiner Gemarkung über mehrere Ausflugsziele und Naherholungsgebiete am Albrand sowie auf der Albhochfläche, worunter sich auch einige Naturschutzgebiete mit unterschiedlichen Biotopen befinden. Die populärsten darunter sind:
- Georgenberg
- Hochzeitswiese
- Pfullinger Berg
- Schönberg (mit Schönbergturm)
- Übersberg und Mädlesfels
- Ursulaberg
- Wackerstein: Er ist die höchste Erhebung von Pfullingen auf 825 m ü. NN und ist ein beliebtes Ziel für Wanderer und Kletterer.
- Wanne

Aufgrund der Lage am Albtrauf sind einige dieser Örtlichkeiten Aussichtspunkte, die einen Aus- und Überblick auf die Landschaftsstruktur der weiteren Umgebung bieten.

### Museen

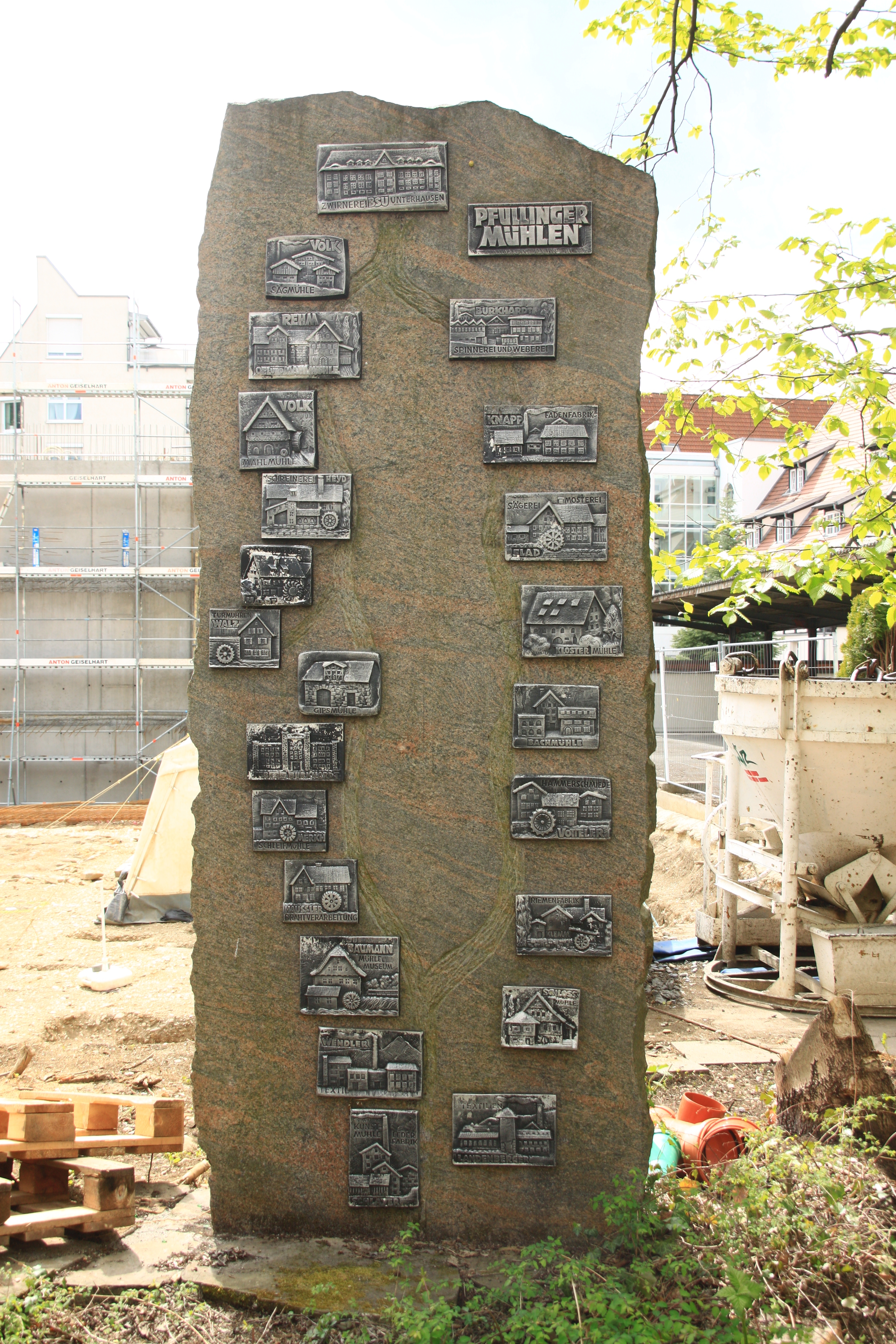
Mühlendenkmal (Albert Etter, 1985)

Pfullingen besitzt mehrere Museen, die sich mit der regionalen Kulturgeschichte beschäftigen:
- Das Stadtgeschichtliche Museum zog nach dem Ende der Sanierung des Schlössles 1987 dort ein. In den Räumen des alemannischen Fachwerkbaus aus der Mitte des 15. Jahrhunderts und der dazugehörenden Scheuer sind eine Dauerausstellung und eine jährlich wechselnde Sonderausstellung untergebracht.
- Das Trachten- und das Mühlenmuseum sind in der Baumannschen Mühle untergebracht.
  - Im Trachtenmuseum zeigt der Schwäbische Albverein nicht nur Trachten und Trachtenzubehör aus dem Königreich Württemberg und Umgebung, sondern auch Möbel, Hausgeräte und Wäsche.
  - Das Mühlenmuseum mit einer funktionstüchtigen Getreidemühle ist im der Echaz zugewandten Teil der Baumannschen Mühle untergebracht. Neben der Darstellung der Mühlentechnik geht das Museum auch auf die Geschichte der Wasserkraftnutzung und der Kornmüllerei ein.
- Im ehemaligen Verlagshaus des Neske-Verlags Pfullingen wurde im Frühjahr 2010 die Neske-Bibliothek, eine Dauerausstellung mit Werken, welche im Neske-Verlag erschienen sind, eröffnet. Der Besucher erhält hier auch Informationen zum jeweiligen Autor.
- Im Waschhaus des ehemaligen Klarissen-Klosters wurde eine Dauerausstellung mit dem Thema „Armut – Demut  – Gehorsam, Die Welt der Pfullinger Klarissen 1250–1649“ eingerichtet.

### Musik
- Musikverein Stadtkapelle Pfullingen e. V., gegründet 1903
- Männergesangverein Eintracht Pfullingen 1904 e. V.
- Liederkranz Pfullingen e. V., gegründet 1837
- Akkordeon-Orchester im Schwäbischen Albverein Ortsgruppe Pfullingen, gegründet 1951
- Martinskollegium Pfullingen (Orchester)
- Chor und Orchester des Friedrich-Schiller-Gymnasiums
- Spielmanns- und Schalmeienzug Pfullingen e. V., gegründet 1985
- Opera Laiblin e. V., gegründet 2020

### Sport
- Der VfL Pfullingen wurde 1862 gegründet und hat über 3.200 Mitglieder (2005). Die Herren-Handballmannschaft spielte 2002 bis 2006 in der ersten Bundesliga. Der Verein musste nach dem sportlichen Abstieg 2006 Insolvenz anmelden. 2006 wurde der Spielbetrieb in der Verbandsklasse wieder aufgenommen. Seit der Saison 2015/2016 spielt der VfL Pfullingen wieder in der 3. Liga.
- Seit Januar 2011 trainiert das Karate-Team Pfullingen in der Stadt. Es ist die größte Kinder-Karate Schule in der Region.
- Bereits im Februar 2011 wurden die männlichen Jugendmannschaften des VfL Pfullingen und des TV Neuhausen/Erms zur JSG Echaz-Erms zusammengeschlossen. Hier wurde mit den Qualifikationsrunden zur Saison 2011/2012 der Spielbetrieb aufgenommen.
- Die Schützengilde Pfullingen 1522 e. V. wurde 1522 gegründet.
- Auf dem Übersberg liegt das Segelfluggelände Übersberg.
- Der Mountainbike-Club Pfullingen betreibt seit Mai 2008 eine permanente Zeitfahrstrecke mit Stoppomat am Kalkofen.
- Der BSV Pfullingen spielte von 2005 bis 2007 in der 1. Poolbillard-Bundesliga.
- Die Ortsgruppe Pfullingen des Schwäbischen Albvereins wurde 1989 mit der Eichendorff-Plakette ausgezeichnet.[29]

### Bräuche
In Pfullingen gibt es den Brauch des Sternwürfelns. Dabei wird am Tag vor Hl. Drei Könige, also am 5. Januar, um ein Gebäck namens Stern gewürfelt. Siehe hierzu: Mutschel.

## Wirtschaft und Infrastruktur
Im Herbst 2009 wurde in Pfullingen der Spielparcours Innenstadt, eine Spiel- und Themenparklandschaft, die zum Spielen und zum Erforschen dienen soll, eingeweiht.

### Unternehmen
Pfullingen ist Sitz des Technologiekonzerns Prettl und der Schmälzle Fleischwaren GmbH, die unter anderem Aldi beliefert. Bis zum Umzug nach Kirchentellinsfurt, der 2017 begonnen wurde und noch nicht vollständig abgeschlossen ist, ist Pfullingen auch Sitz des Sportartikel-Herstellers Erima. Außerdem befinden sich die Niederlassung Reutlingen-Tübingen der Mercedes-Benz AG sowie ein Bürogebäude der Robert Bosch GmbH in der Stadt.

### Pfullinger Pfulben
Um die Wirtschaft nachhaltig zu stärken, wurde am 20. März 2011 der Pfullinger Pfulben eingeführt. Hierbei handelt es sich um einen Geschenkgutschein (gerne wird es jedoch auch als Pfullinger Währung bezeichnet), welcher bei ca. 100 Händlern, Fachgeschäften, Dienstleistern etc. zum Bezahlen eingesetzt werden kann. Der Pfullinger Pfulben knackte in den ersten sieben Wochen die Marke von 10.000 Euro. Ein starkes Jahr später, im August 2012, waren 66.000 Pfulben im Umlauf.

### Verkehr

#### Fernstraßen
Die Bundesstraße 312 führt von der Bundesautobahn 8 beim Flughafen Stuttgart kommend an Pfullingen vorbei über Riedlingen und Biberach an der Riß nach Memmingen. Im Dezember 2003 wurde die Umgehung der Ortsdurchfahrt in Form des 1180 m langen Ursulabergtunnels für den Verkehr freigegeben.

#### Bus- und Bahnverkehr
Der Öffentliche Personennahverkehr wird durch den Verkehrsverbund Neckar-Alb-Donau (NALDO) gewährleistet. Die Stadt befindet sich in der Wabe 220.
Bis 1980 war Pfullingen an die Bahnstrecke Reutlingen–Schelklingen angeschlossen. Heute ist auf der Trasse ein Radweg angelegt. Seit einigen Jahren ist jedoch die Regional-Stadtbahn Neckar-Alb (Linien S2 sowie S6) von Plochingen über Reutlingen und Pfullingen bis nach Schelklingen im Gespräch. Außerdem verband von 1916 bis 1974 zusätzlich die Straßenbahn Reutlingen den Ort mit der Kreisstadt.

#### Bürgerbus
Seit dem 30. Mai 2011 verkehrt von Montag bis Freitag ein Bürgerbus, der von ehrenamtlich tätigen Fahrern gelenkt wird. Er verbindet mit einer 3er-Kleeblatt genannten Route die an den Berghängen gelegenen Wohngebiete der Ost- und Weststadt mit der Innenstadt. Der Pfullinger Bürgerbus wird vom Pfullinger Bürgertreff, einem Verein für das Bürgerliche Engagement, sowie von der Stadtverwaltung getragen und soll – dank den ehrenamtlichen Fahrern – seine Betriebskosten allein durch die Fahrkartenerlöse decken. Zunächst wurde ein zweijähriger Probebetrieb mit einem Mietfahrzeug gestartet. Das Konzept hat sich bewährt; das Fahrzeug wurde von der Stadt erworben. Im ersten Betriebsjahr konnten bereits über 6.000 Fahrgäste befördert werden.
Als Vorbilder hierfür dienten die Bürgerbusangebote in Ebersbach an der Fils und Salach.

#### Peoplemover

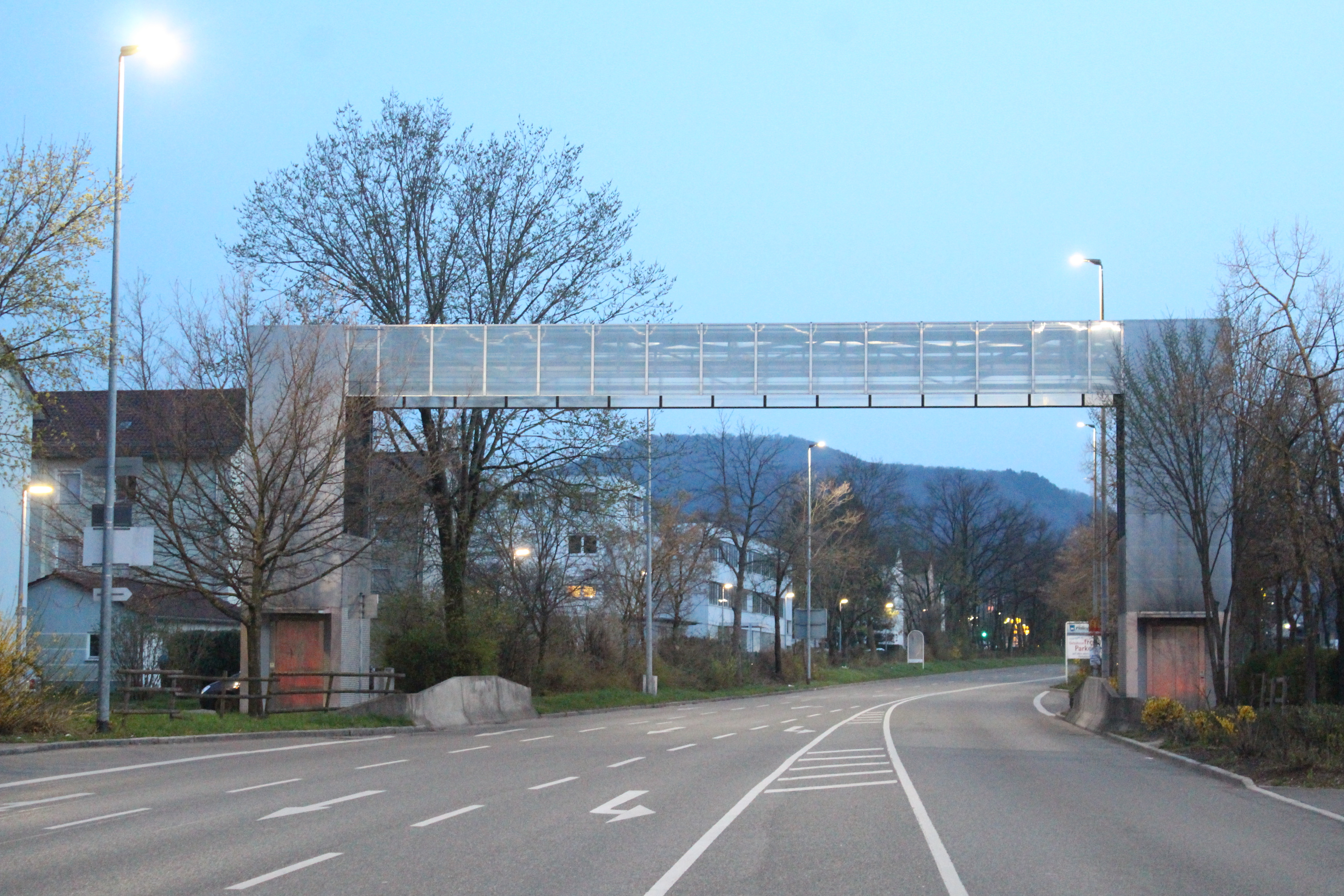
Stillgelegter Schmid Peoplemover

In Pfullingen ist ein Prototyp des straßenüberquerenden Aufzugssystems Schmid Peoplemover installiert. Menschen, die die Straße überqueren wollen, werden in einer Aufzugskabine zunächst in einem als Stützpfeiler dienenden Turm nach oben, dann entlang einer Brücke horizontal über die Straße und schließlich wieder auf die Ebene der Straßenoberfläche gefahren.
Der Peoplemover wurde von der Firma Schmid Maschinenbau entwickelt, wobei das Tragwerk von der Firma Knaack-Reich geplant wurde. Der Peoplemover Pfullingen, der vier Personen auf einmal transportieren kann, ging am 7. Juli 2001 in Betrieb. Die Konstruktion hat eine Spannweite von 22,5 Metern. 2009 wurde das System wegen enorm hoher Betriebs- und Wartungskosten bis auf weiteres stillgelegt.
In Deutschland gibt es zwei weitere Aufzugssysteme dieses Typs, die an Bahnhöfen zur Gleisüberquerung verwendet werden.

#### Radverkehr
Über eine Alltagsradroute aus dem Radnetz Baden-Württemberg ist Pfullingen mit Reutlingen und in der anderen Richtung über Lichtenstein und Engstingen mit Münsingen verbunden.

### Medien
- Echaz-Bote, Lokalausgabe des Reutlinger General-Anzeigers (GEA) (war bis zum 31. Dezember 2015 Amtsblatt der Stadt Pfullingen)
- Pfullinger Zeitung (Reutlinger Nachrichten) (war bis zum 31. Dezember 2015 Amtsblatt der Stadt Pfullingen)
- Pfullinger Journal
- Amtsblatt der Stadt Pfullingen (seit dem 1. Januar 2016)

### Einrichtungen
- Bäder
  - Freibad (Schönbergbad)
  - Hallenbad (Echazbad)
- Sportanlagen
  - Kurt-App-Sporthalle
  - Stadion am Schönberg
  - Eierbachsportplatz
  - Schönberghalle
- Stadtbücherei

### Bildung
Weiterführende Schulen:
- Friedrich-Schiller-Gymnasium
- Wilhelm-Hauff-Realschule

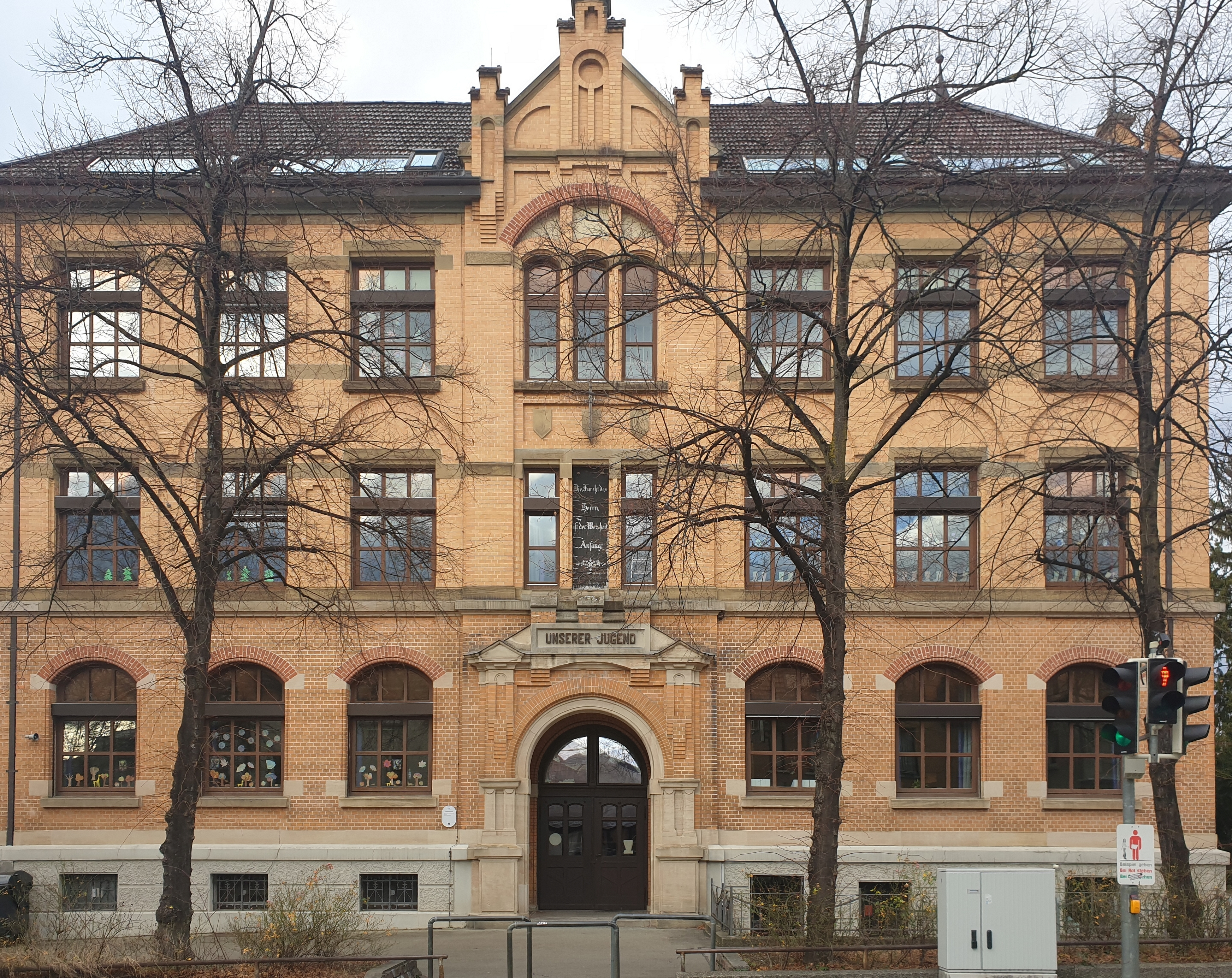
Denkmalgeschützte Uhlandschule von 1905

- Schloss-Schule (Grund- und Hauptschule)
- Volkshochschule Pfullingen

Grundschulen:
- Burgwegschule (Grundschule)
- Laiblinschule (Grundschule)
- Schloss-Schule (Grund- und Hauptschule)
- Uhlandschule (Grund- und Förderschule)

## Persönlichkeiten

### Ehrenbürger
- Karl Adolf Laiblin, (* 3. Dezember 1850; † 6. März 1921), Papierfabrikant und Kommerzienrat
- Louis Laiblin, (* 4. Juni 1861; † 10. Februar 1927), Mäzen, stiftete die Pfullinger Hallen
- 1996: Erich Möck, (* 1921; † 2006), 40 Jahre lang Gemeinderat
- 2005: Theodor Götz, (* 1930; † 2008), u. a. 34 Jahre lang Gemeinderat, Rektor am Friedrich-Schiller-Gymnasium
- 2015: Rudolf Heß (* 1948), Bürgermeister 1984–2015

### Söhne und Töchter der Stadt
- Heiliger Wolfgang (924–994), Mönch und Bischof von Regensburg
- Kuno (Konrad) I. von Pfullingen (1016–1066), Erzbischof von Trier
- Johann Christoph Pfaff (1651–1729), lutherischer Theologe
- Sigmund Christian Gmelin (1679–1707), evangelischer Theologe
- Julius Simon von Nördlinger (1771–1860), Berg- und Forstrat
- Johannes Rehm (1826–1900), Stadtpfleger von 1859 bis 1895, württembergischer Landtagsabgeordneter
- Carl Friedrich Bames (1831–1903), Oberamtmann
- Louis Laiblin (1861–1927), Geheimer Hofrat, Mäzen
- Ludwig Steimle (1887–1974), von 1945 bis 1946 Oberbürgermeister von Ravensburg
- Johannes Fink (1895–1981), Luftwaffengeneral
- Wilhelm Kinkelin (1896–1990), nationalsozialistischer Mediziner und schwäbischer Heimatforscher, SS-Brigadeführer. Verfasser eines Heimatbuches über Pfullingen
- Karl Neuscheler (1897–1986), Journalist, Zeitungswissenschaftler, Nationalsozialist und Koautor eines Sachbuchs über die Unterdrückung der Bevölkerung in der Sowjetunion unter der Herrschaft des Bolschewismus
- Erich Barthold (1920–2000), Landtagsabgeordneter der CDU
- Paul Wurster (1926–1994), Geologe
- Barbara Rosen (1949–1986), Sängerin
- Birgit Keppler (* 1963), Freestyle-Skierin
- Anton Röhm (* 2002), Software-Entwickler

Als „Beinahe-Sohn“ Pfullingens gilt der Dramatiker und Lyriker Bertolt Brecht (1898–1956). Dessen Eltern heirateten nachgewiesenermaßen im Mai 1897 in Pfullingen und verbrachten im Bahnhofsgebäude, wo der Brautvater zu der Zeit Bahnhofsvorsteher war, ihre Hochzeitsnacht. Neun Monate später wurde Bertolt Brecht in Augsburg geboren. 1997/1998 würdigte man ihn unter dem Motto „Bertolt Brecht – made in Pfullingen“ mit verschiedenen Veranstaltungen vor Ort anlässlich seines 100. Geburts- und „Zeugungsjahres“.

### Persönlichkeiten, die vor Ort gewirkt haben oder wirken
- Ernst-Reinhard Beck (* 1945), Oberstudiendirektor und Politiker (CDU). 2002, 2005 und 2009 im Bundestagswahlkreis Reutlingen gewählter Bundestagsabgeordneter (MdB).
- Fritz Ketz (* 1903, † 1983), deutscher Maler und Grafiker, der sich in seinem Werk intensiv mit der Landschaft der Pfullinger Alb auseinandersetzte. Er lebte von 1945 bis zu seinem Tod 1983 in Pfullingen.
- Friedrich Wilhelm Langbein (* 1870, † 1954) prakt. Arzt in Pfullingen, Präsident der Ärztekammer Württemberg
- Agathe und Ernst Saulmann, Kunstsammler, ab 1927 Eigentümer des von dem Architekten Theodor Fischer 1904 entworfene Landguts „Erlenhof“ am Stadtrand von Pfullingen

## Trivia
1572 wurde Hans Kilian aus Pfullingen in Rottweil durch Verbrennung hingerichtet. Der Rat der Stadt Rottweil hat am 15. April 2015 einen Beschluss zur sozialethisch-moralischen Rehabilitierung der Opfer der Hexenprozesse gefasst.